# Jerome Bixby
Drexel Jerome Lewis Bixby (Los Ángeles, California, 11 de enero de 1923 - San Bernardino, California, 28 de abril de 1998) fue un escritor estadounidense de relatos cortos, editor y guionista, aunque es más conocido por sus obras de ciencia ficción y por asumir las labores editoriales durante siete números en Planet Stories.
Escribió muchas novelas de ficción western usando los seudónimos: D. B. Lewis, Harry Neal, Albert Russell, J. Russell, M. St. Vivant, Thornecliff Herrick y Alger Rome (para una colaboración con Algis Budrys). Es muy recordado por su relato de 1953 It's a Good Life sobre el que se basó un episodio de la serie The Twilight Zone de 1961, que también fue incluida en la película del mismo nombre: Twilight Zone: The Movie (1983). Fue el guionista en cuatro episodios de la serie Star Trek: Mirror, Mirror, Day of the Dove, Requiem for Methuselah, y By Any Other Name. Junto con Otto Klement, fue coautor de la historia sobre la que se basaron el clásico de ciencia ficción Fantastic Voyage (1966), la serie de televisión y la novela que más tarde escribiría Isaac Asimov.
Su obra final fue el guion de la película de culto de 2007 The Man from Earth, un trabajo que concibió en la década de 1960, pasó las últimas décadas de su vida perfeccionando y terminó en su lecho de muerte, pocos días antes de que ésta aconteciera.